# Балицький Євген Віталійович
Ба́лицький Євге́н Віта́лійович  (нар. 10 грудня 1969, Мелітополь, Запорізька область, УРСР) — проросійський сепаратист, колишній політик, ексдепутат Запорізької обласної ради, народний депутат України (2012—2019), колишній член Партії регіонів, представник депутатської групи «За мир та стабільність». Колаборант із РФ з 2014 року.

## Життєпис
Народився в Мелітополі в родині військового авіатора. У 1987 році закінчив середню школу. У 1991 році закінчив Тамбовське вище військове авіаційне інженерне училище за спеціальністю «льотчик-інженер» 3-го класу. Чотири роки служив у різних авіаційних гарнізонах, а в 1995 році був звільнений в запас з Мелітопольського полку військово-транспортної авіації у військовому званні «капітана».

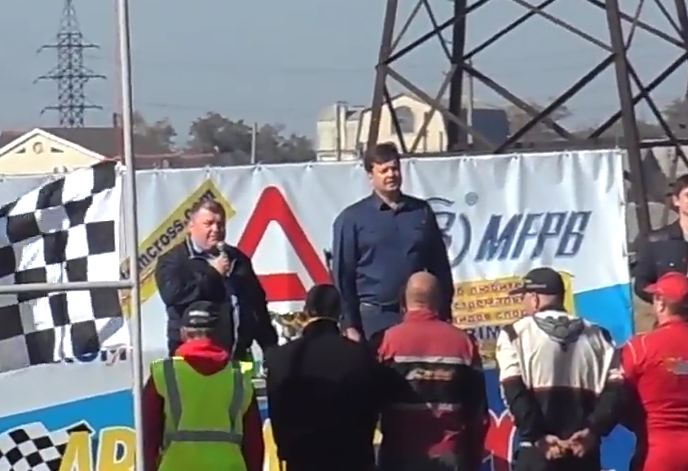
Балицький та Сергій Вальтер

У 1995—1997 роках був керівником ПП «ОлЖеКа», що займався продажем і гарантійним ремонтом побутової техніки в Мелітополі. У 1996 році «ОлЖеКа» заснувало першу FM-радіостанцію в Мелітополі — «Південний простір».

## Освіта
1991 р. — Вище військове авіаційне училище льотчиків, звання — лейтенант.

## Трудова діяльність
- 1995 р. — звільнений зі складу Збройних Сил України.
- 1995—1997 рр. — керівник ПП «ОлЖеКа».
- 1997 р. — керівник Мелітопольського пивоварного заводу.
- 1998 р. — був обраний депутатом обласної ради народних депутатів від м. Мелітополь.
- 1998—2002 рр. — депутат Запорізької обласної ради. Виконувач обов'язків директора департаменту в міністерстві економіки і з питань євроінтеграції Кабінету Міністрів України.
- 2000 р. — голова правління Мелітопольського заводу «Автогідроагрегат».
- 2001 р. — директор Мелітопольського заводу «Автогідроагрегат».
- січень—березень 2002 р. — кандидат у мери Мелітополя.[4]
- 2010 р. — депутат Запорізької обласної ради VI скликання, член постійної комісії з питань бюджету.
- На парламентських виборах 2012 р. був обраний Народним депутатом України від Партії регіонів по одномандатному мажоритарному виборчому округу № 80. За результатами голосування здобув перемогу набравши 54,46 % голосів виборців.[5]
- 2014 р. — Є. Балицький покинув фракцію Партії регіонів у парламенті.
- Народний депутат України 8-го скликання з 27 листопада 2014 року. Переміг на окрузі № 80, набравши 47,4 % голосів виборців[6].
- 4 грудня 2014 року вийшов з Групи «Економічний розвиток», в яку увійшов 27 листопада 2014 року.

Член фракції Опозиційного блоку. Голова підкомітету з питань охорони і раціонального використання надр, водних ресурсів Комітету ВРУ з питань екологічної політики, природокористування та ліквідації наслідків Чорнобильської катастрофи. Обраний вдруге в одномандатному мажоритарному виборчому окрузі № 80 (Мелітополь та Мелітопольський район),

## Політична діяльність і критика
В червні 2013 року поміж 148-ми народних депутатів України підписав Звернення депутатів від Партії регіонів і КПУ до польського Сейму з проханням «визнати Волинську трагедію геноцидом щодо польського населення і засудити злочинні діяння українських націоналістів». Цей крок перший Президент України Леонід Кравчук кваліфікував як національну зраду.
Був одним з депутатів, хто голосував за диктаторські закони 16 січня 2014 року.

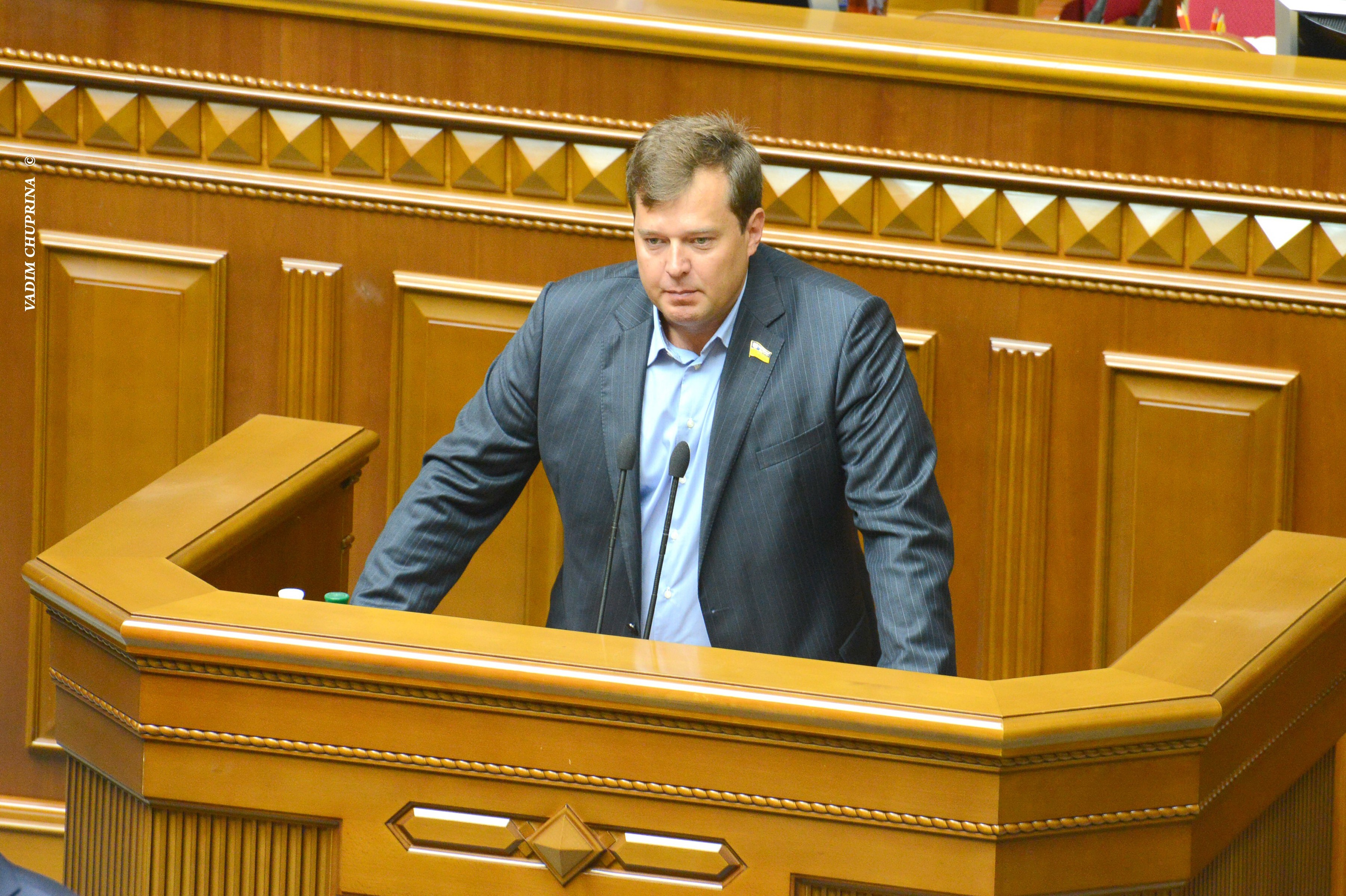
У Верховній раді, 2013

2 липня 2014 р. оголосив про реєстрацію депутатської групи «За мир і стабільність». Депутати цієї групи 17 вересня 2014 року відвідали засідання Держдуми РФ. Балицького серед них не було, бо він відмовився від запрошення.
12 липня 2016 року, попри постійний контроль ЗМІ за порядком голосування, Балицький, окрім себе, прикриваючись піджаком, проголосував ще за двох колег-депутатів, що були відсутні на своїх місцях.
14 липня 2016 року показав середній палець журналісту, що знімав його під час голосування у Верховній Раді.
18 січня 2018 року був одним з 36 депутатів, що голосували проти Закону про визнання українського суверенітету над окупованими територіями Донецької та Луганської областей.
Був одним з 59 депутатів, що підписали подання, на підставі якого Конституційний суд України скасував статтю Кримінального кодексу України про незаконне збагачення, що зобов'язувала держслужбовців давати пояснення про джерела їхніх доходів і доходів членів їхніх сімей. Кримінальну відповідальність за незаконне збагачення в Україні запровадили у 2015 році. Це було однією з вимог ЄС на виконання Плану дій з візової лібералізації, а також одним із зобов'язань України перед МВФ, закріпленим меморандумом.
Ірина Геращенко, перший віцеспікер ВРУ, закликала СБУ розслідувати діяльність Балицького, який їздив до тимчасово окупованого Росією Криму.

## Суспільна діяльність
У складі ініціативної групи «Врятуємо Молочний лиман» ініціював розчищення промоїни, що з'єднує Азовське море і Молочний лиман, з метою врятування популяції риб.

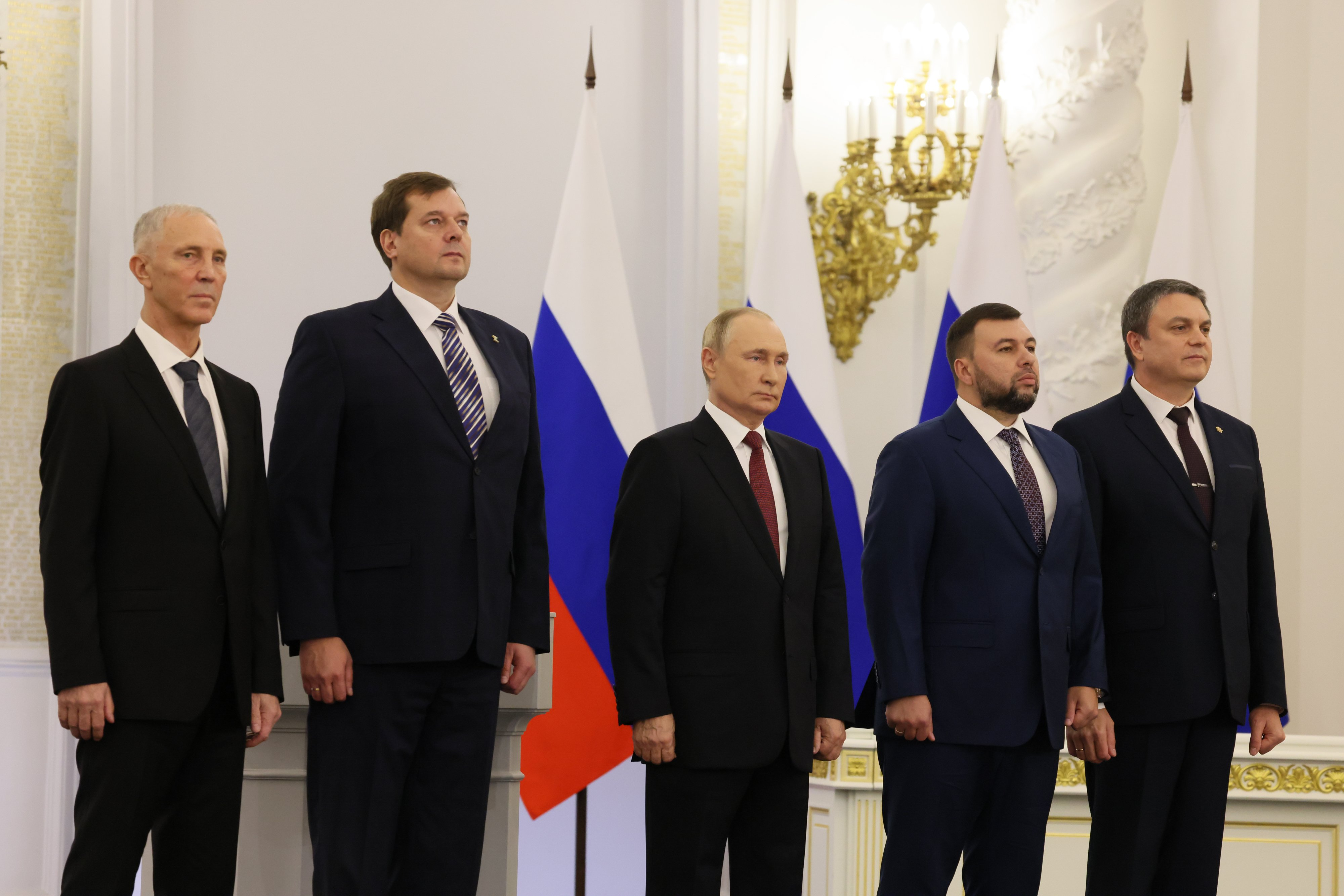
На зустрічі з Путіним

## Співпраця з російськими окупантами
У 2022 році Балицький почав співпрацю з російськими окупантами в Мелітополі. З початком повномасштабної війни Росії проти України Євген Балицький, депутат Запорізької обласної ради від партії «Опозиційний блок», почав співпрацювати з рашистами. Він добровільно надав можливість ретрансляції каналу «Росія-24» на базі свого телеканалу «МТВ-плюс» у Мелітополі. Водночас СБУ підозрює його в тому, що він «стоїть за плечима» інших колаборантів.
9 травня тимчасова російська окупаційна адміністрація призначила Балицького «губернатором» Запорізької області. Балицький з весни 2022 року називав себе «начальником військово-цивільної адміністрації» Запорізької області, 8 травня у цьому «статусі» він дав пресконференцію в мелітопольському ДК Шевченка.
5 липня 2022 року повідомив, що одним із перших в області отримав російський паспорт.
Російська окупаційна адміністрація Мелітополя вирішила перейменувати вулицю Дмитра Донцова на честь чекіста Павла Судоплатова. Розпорядження про перейменування вулиць віддав Балицький.
26 вересня 2022 року вступив до партії «Єдина Росія».
29 червня 2023 року оголошено вирок у кримінальному провадженні за обвинуваченням Балицького, його заочно засудили до 15 років тюрми.
У квітні 2024 року ВАКС вирішив стягнути в дохід держави активи Балицького і його родичів.

## Санкції
За свою позицію в підтримці окупаційної влади Російської Федерації Євген Балицький доданий до списків міжнародних санкцій.
Позбавлений державних нагород України та інших форм відзначення згідно Указу Президента.

## Розслідування
29 червня 2023 року суд визнав Балицького винним за двома статтями ККУ: ч. 2 ст. 28, ч. 5 ст. 111-1 (Участь в організації та проведенні незаконних референдумів на тимчасово окупованій території, вчинене за попередньою змовою групою осіб) та ч. 2 ст. 110 (Умисні дії, вчинені з метою зміни меж території або державного кордону України на порушення порядку, встановленого Конституцією України, за попередньою змовою групою осіб) і призначив йому 15 років ув'язнення з конфіскацією майна з позбавленням рава обіймати державні посади на 15 років. Балицького було позбавлено депутатських повноважень.
У червні 2024 року СБУ заочно оголосила Балицькому у кримінальному провадженні. Балицький створив псевдолегальний механізм боротьби з цивільними, які не підтримували окупаційну владу. 14 липня 2022 року він видав «указ» про відповідальність за правопорушення, що загрожують громадському порядку та безпеці окупаційної влади. Внаслідок цього щонайменше 50 цивільних осіб були примусово переселені з Запорізької області, зокрема в Мелітопольському, Василівському, Пологівському та Бердянському районах.

## Сім'я
- Дружина — Наталія Миколаївна, педагог-психолог, директор приватного підприємства «ТРК „ОлЖеКа“»
- Сини — Олександр (1992) і Сергій (2000)
- Батько — Віталій Броніславович Балицький (1944). Служив військовим льотчиком. З 1991 року зайнявся приватним бізнесом, брав участь у керівництві ПП «ОлЖеКа», Мелітопольським пивоварним заводом і «АВТОГІДРОАГРЕГАТ», очолював промислово-фінансову групу «Україна — Південь-Схід». Був головою правління мелітопольської організації Народно-демократичної партії України.
- Мати — Ніна Василівна Балицька (1947)
- Старший брат — Олег Віталійович Балицький (1966—2013). Як і Євген, закінчив Тамбовське вище військове авіаційне училище. У 1990-ті роки зайнявся приватним бізнесом. Був депутатом Мелітопольської міської ради. Помер у 2013 році.
- Молодша сестра — Катерина Віталіївна Балицька (1987).